# جيسي بينيت
جيسي بينيت (بالإنجليزية: Jesse Bennett)‏ هو سياسي أمريكي، ولد في 13 يوليو 1769 في الولايات المتحدة، وتوفي في 10 يوليو 1842 في مقاطعة ماسون في الولايات المتحدة.